# Horizon (álbum de Culture Beat)
Horizon é o álbum de estreia do grupo alemão de eurodance Culture Beat. Foi lançado em 8 de março de 1991 pela Dance Pool.
Do álbum foi extraído o primeiro hit do grupo, o single "No Deeper Meaning", que chegou a No. 5, na Holanda.

## Faixas
Todas as canções escritas e compostas por Jens Zimmermann, Juergen Katzmann e TorstenFenslau.
1. "Horizon" - 9:10
2. "It's Too Late" - 6:04
3. "The Hyped Affect" - 6:00
4. "Tell Me That You Wait" - 4:19
5. "Black Flowers" - 5:46
6. "I Like You" - 3:59
7. "No Deeper Meaning" - 6:01
8. "Serious" - 5:16
9. "Der Erdbeermund (Vocals - Jo Van Nelsen)" - 4:05
10. "One Good Reason" - 5:10
11. "Tell Me That You Wait (Airdrome Club Mix)" - 8:28
12. "Horizon (Reprise)" - 5:27

## Créditos[2]
- Vocais: Jay Supreme e Lana Earl, com exceção de "Der Erdbeermund"
- Vocais de apoio: Didi Kociemba, Hubert Nitsch, Istvan Hartmann, Luise Tielmann, Nino*, Peter Braunholz
- Produção: Jens Zimmermann, Torsten Fenslau
- ℗1991 Sony Music Entertainment (Germany) GmbH